# Syncalus oblongus
Syncalus oblongus là một loài bọ cánh cứng trong họ Zopheridae. Loài này được Broun miêu tả khoa học năm 1880.